# Capernwray
Capernwray – wieś w Anglii, w Lancashire. W latach 1870–1872 osada liczyła 118 mieszkańców.